# La Llotja de la Seda
Llotja de la Seda
Llotja de la Seda (špansko: Lonja de la Seda) je pozno gotska profana stavba v Valenciji v Španiji, zgrajena med letoma 1482 in 1548 in ena od glavnih turističnih znamenitosti v mestu. UNESCO jo obravnava kot svetovno kulturno dediščino od leta 1996, saj ima »mesto izjemno univerzalno vrednost, v celoti je izjemen primer posvetne stavbe v poznem gotskem slogu, ki dramatično ponazarja moč in bogastvo velikega sredozemskega trgovskega mesta«.
Pred sedanjo stavbo je stala ena že pred 14. stoletjem, imenovana Llotja de l'Oli (menjalnica olja), v valencijščini ali Lonja del aceite v španščini. Uporabljena pa ni bila le za trgovanje z oljem, ampak za vse vrste poslovanja. Od leta 1348 se je trgovalo s perxal (posebno blago za posteljno perilo) kot neke vrste svila.
Gospodarska blaginja Valencije je dosegla svoj vrhunec v 15. stoletju in je zahtevala gradnjo novega objekta.
Zasnova nove Llotja v Valenciji je izhajala iz podobne strukture kot Lonja v Palma de Mallorci, ki jo je zgradil arhitekt Guillem Sagrera leta 1448. Arhitekt, ki je bil odgovoren za to novogradnjo je bil Pere Compte, ki je zgradil glavno telo stavbe - trgovsko dvorano (Sala de Contractació v Valenciji) - v samo petnajstih letih (1483-1498). Tako je zapisano v modrem pasu, ki poteka vzdolž vseh štirih sten trgovske dvorane, imenovane tudi Dvorana stebrov. Z zlatimi črkami piše:
 Inclita domus vsota Annis aedificata quindecim. Gustate et videte concives quoniam bona est negotiatio, quae non Agit dolum v lingua, quae jurat proximo et non primanjkljaj, quae pecuniam non dedit ad usuram eius. Mercator sic agens divitiis redundabit, et tandem vita fructur aeterna.
Po mnenju lokalnega učenjaka Joana Francesca Mira ta napis kaže, da ni bilo potrebno, da si protestant ali tujec za določitev osnove za dobro trgovino; to je tudi pokazala združitev etike in ekonomije. Druga gradbena dela in dekoracija so se izvajala še do leta 1548, kot je bila k La Llotji dodana renesančna stavba Consolat del Mar (konzulat morja).
V poznejših stoletjih je La Llotja delovala kot menjalnica svile.
- Stolp Serranos
- Bruhalniki na Llotja de la Seda
- Kraljevi grb kraljestva Valencija
- Sant Joan